# Приватизация в России
Приватиза́ция в Росси́и — процесс передачи государственного имущества и муниципального имущества в Российской Федерации (ранее РСФСР) в частную собственность, который осуществляется в России с начала 1990-х годов (после распада СССР).
Приватизацию обычно связывают с именами Е. Т. Гайдара, А. Б. Чубайса и В. С. Черномырдина, занимавшихся в 1990-е годы приватизацией промышленных предприятий, итоги которой часто подвергаются резкой критике — в частности, из-за появления сильного экономического расслоения населения России.
В то же время, приватизации, помимо промышленных предприятий, подверглись и другие активы — сельскохозяйственные предприятия (колхозы и совхозы), земля (разных видов назначения) и жилой фонд. Итоги приватизации в этих областях оказались вне зоны общественного внимания и сколь-нибудь системному анализу и переосмыслению не подвергались.

## Подготовительный этап

### Возможности участия населения
Первый проект перехода к рыночной экономике через массовую приватизацию общенародной социалистической собственности был предложен в рамках программы «500 дней», разработанной в 1990 году группой экономистов под руководством Станислава Шаталина.
Опережающий запуск приватизации для того, чтобы люди могли использовать свои накопления в Государственных трудовых сберегательных кассах для приобретения активов, а не только потребительских товаров, снизил бы давление денежной массы на потребительский рынок и смягчил бы либерализацию цен. Однако это не было сделано, и в результате галопирующей инфляции (168 % в 1991 году, 2608 % в 1992 году) накопления граждан к концу 1992 года, составлявшие к 1990 году треть ВВП СССР, сохранили только 2 % своей покупательной способности. Таким образом, к началу массовой приватизации инвестиционный ресурс, накопленный гражданами за десятилетия напряжённого труда, который они могли бы использовать при приватизации, был полностью ликвидирован. А когда у людей начали появляться новые накопления, сделанные уже в рыночных условиях, приватизация уже закончилась.
Программа «500 дней» и 20 проектов законов к ней были подготовлены, утверждены Верховным Советом РСФСР и представлены на рассмотрение Верховного Совета СССР к 1 сентября 1990 года . На союзном уровне, однако, программа была отклонена. Однако правительство Ельцина-Гайдара, невзирая на то, что ранее российские реформаторы были поборниками «500 дней», положения этой программы в реальной деятельности проигнорировало, запустив либерализацию цен до приватизации.

### Законодательство РФ
24 декабря 1991 года, после принятия Закона РСФСР N 443-1 «О собственности в РСФСР», на территории России была узаконена частная собственность. Там же (статья 25) было законодательно закреплено понятие приватизации как передачи государственного или муниципального имущества в частную собственность.
3 июля 1991 года принимается Закон РСФСР «О приватизации государственных и муниципальных предприятий в РСФСР», согласно которому приватизацию государственного имущества организует Государственный комитет Российской Федерации по управлению государственным имуществом (Госкомимущество России).
25 июня 1990 года Совет Министров СССР принял постановление, в соответствии с которым на базе заводов КамАЗа было создано одно из первых акционерных обществ РСФСР и Советского Союза — АО «КамАЗ». Согласно постановлению, 51 % акций должны были остаться в общесоюзной собственности, остальные предполагалось продать. 5 сентября 1991 года началась продажа акций трудовому коллективу. 10 сентября состоялся конкурс для юридических лиц, в результате которого акционерами КамАЗа стали 230 предприятий и организаций.
В ноябре 1991 года председателем Госкомимущества РСФСР был назначен Анатолий Чубайс.
С ноября 1991 г. начался этап форсированной приватизации. В его основу был положен указ No.341 Президента РФ от 29/12/1991, утвердивший «Основные положения программы приватизации государственных и муниципальных предприятий на 1992 год». Указ № 66 от 29/1/1992 «Об ускорении приватизации государственных и муниципальных предприятий» определял практический механизм приватизации.
Как показал анализ указа президента Российской Федерации «О мерах по поддержке и оздоровлению несостоятельных государственных предприятий (банкротов) и применении к ним специальных процедур» от 14 июня 1992 г., процедура банкротства создавала администрации все условия для незаконного обогащения и завладения средствами производства: сначала руководство предприятием умышленно в своих интересах или (за взятки) в интересах третьих лиц доводит предприятие до состояния банкротства (путём заключения убыточных сделок, долговых обязательств и т. д.), затем объявляет предприятие банкротом и продаёт с аукциона, где, используя монопольное владение информацией о состоянии предприятия, приобретает за бесценок его в свои руки. Причём при проведении аукционов не требовались декларации: на вопрос главного государственного инспектора РФ Болдырева о декларациях тогдашний председатель Госкомимущества России Чубайс ответил, что если они будут требовать их при проведении аукциона, то сорвут приватизацию.

## Приватизация предприятий

### 1992 — июнь 1994: массовая приватизация (малая и ваучерная)
В июне 1992 года Верховным Советом РФ была утверждена Государственная программа приватизации на 1992 год, определившая возможные способы приватизации для предприятий в зависимости от их размера.
Согласно программе,
- малые предприятия должны были распродаваться на торгах или могли быть напрямую проданы частным лицам, работающим на этих предприятиях («малая» приватизация).
- крупные предприятия, как и часть средних, должны были быть обязательно преобразованы в акционерные общества открытого типа, и затем пройти через продажу акций. При этом не менее 29 % уставного капитала должны были быть проданы через публичные аукционы за приватизационные чеки, в обиходе называемые ваучерами («чековая» или «ваучерная» приватизация).

В ряде особо значимых отраслей (недра, лесфонд, шельф, трубопроводы, автодороги общего пользования, телевизионные станции и т. д.) приватизация была запрещена. В то же время, обязательной приватизации подлежали предприятия оптовой и розничной торговли, общественного питания, строительства, производства и переработки сельскохозяйственной продукции, пищевой и легкой промышленности.

#### Малая приватизация
Приватизация малых предприятий (торговля, бытовое обслуживание и т. д.) была запущена правительством с начала 1992 года, не дожидаясь одобрения Верховным Советом Госпрограммы по приватизации на 1992 год (которое произошло только в июне).
В апреле 1992 года первый в России аукцион по продаже предприятий торговли, бытового обслуживания и общественного питания, на который приехали Гайдар и Чубайс, был проведён в Нижнем Новгороде.
К 1 ноябрю 1994 года было приватизировано 60—70 % предприятий торговли, общественного питания и бытового обслуживания.

#### Ваучерная приватизация

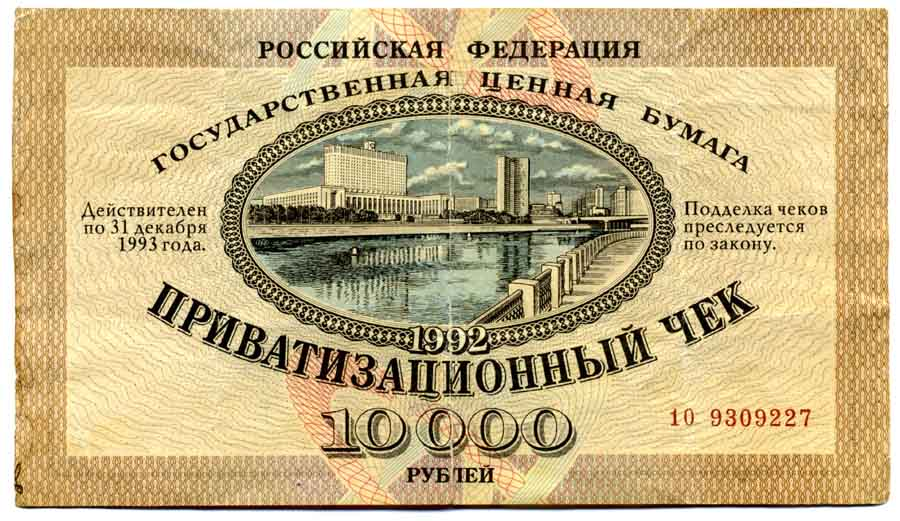
Приватизационный чек (ваучер) эпохи приватизации в России

Обязательным этапом приватизации при продаже за акции была продажа части уставного капитала, не менее 29 %, за ваучеры на публичных аукционах. Для этого необходимо было обеспечить население достаточным количеством ваучеров, к моменту начала аукционов.
С 1 октября 1992 г. приватизационные чеки (ваучеры) начали выдаваться населению. Чеки распространялись через отделения Сбербанка РФ, при их получении необходимо было заплатить 25 рублей; номинальная стоимость ваучера составляла 10 тысяч рублей, что соответствовало стоимости основных фондов предприятий на душу населения в ценах января 1992 года. Ваучеры были анонимизированы и могли свободно продаваться и покупаться, как напрямую между гражданами, так и через специально созданные чековые инвестиционные фонды. Фактическая стоимость ваучеров определялась балансом спроса и предложения и варьировалась от 500 до 29 тыс. рублей (от 5 до 24 долларов США по курсу).
Первые 18 аукционов были проведены в декабре 1992 года. Всего по февраль 1994 года было проведено 9342 аукциона, на которых было использовано 52 млн ваучеров.

Реальная рыночная стоимость пакета акций, который можно было получить в обмен на один ваучер, колебалась в широких пределах в зависимости от компании, чьи акции приобретались в обмен на ваучер, а также от региона, где это происходило. Например, в Нижегородской области один ваучер можно было обменять в 1994 г. на 2000 акций РАО «Газпром» (их рыночная стоимость в 2008 г. составила порядка 700 тыс. рублей), в Московской области — на 700 акций Газпрома (в 2008 г. — порядка 245 тыс. рублей), а в г. Москве — на 50 акций Газпрома (17 тыс. руб. в 2008 г.). За один ваучер можно было также получить 7 акций Торгового дома «ГУМ» (менее 100 руб. в 2008 г.).
Сергей Мавроди: «Если бы не мои действия, то Газпрома бы никто не видал, как своих ушей. Это, кстати, один из моих маленьких подвигов, о которых никто не вспоминает. Насчет акций Газпрома — я уже устал про это говорить. Газпром — самый лакомый кусок, и его нельзя было приобретать за чеки никому, кроме работников Газпрома и жителей этих регионов. То есть если ты не чукча, то не видать тебе Газпрома. Поэтому мне пришлось, поскольку было полно участников из этих регионов, оформлять все на частных лиц».
Критики чековой приватизации считали её нечестной и несправедливой, так как, по их мнению, она привела к незаслуженно быстрому обогащению узкой группы лиц. Например, существовало мнение, что принятый порядок приватизации давал серьёзные преимущества так называемым «красным директорам» (руководителям предприятий, получившим эти должности в советские времена). Используя административное давление, директора могли добиваться нужных результатов голосования на собраниях акционеров, а также выкупать акции у работников предприятий по заниженным ценам.

### 1995: Залоговые аукционы
Залоговые аукционы были предприняты в 1995 году с целью пополнения государственной казны за счет кредитов под залог государственных пакетов акций нескольких крупных компаний (таких, как «ЮКОС», «Норильский никель», «Сибнефть»). Правительство не возвратило кредиты, таким образом пакеты акций перешли в собственность кредиторов.
В результате залоговых аукционов появились[как?] олигархи-миллиардеры (Березовский, Ходорковский, Абрамович и другие).
Залоговые аукционы подвергались критике в связи с тем, что:
- отчуждение федеральной собственности было произведено по значительно заниженным ценам, а конкурс фактически носил притворный характер;
- результаты залоговых аукционов в глазах значительной части общества были нелегитимными и подорвали доверие к приватизации в целом.

### 1996 — настоящее время
В 1997—2004 г. прошла частичная приватизация, в форме продажи 7—85 % пакетов акций, ряда крупных нефтяных компаний (ТНК, «Восточной нефтяной компании», ОНАКО, «Славнефти», «Лукойла») и «Связьинвеста».
В 2002 году компании нефтяной отрасли республики Башкортостан «Башнефть», «Башкирнефтепродукт», Уфимский нефтеперерабатывающий завод, «Уфанефтехим», «Уфаоргсинтез» и «Новойл» были приватизированы семью никому не известными ООО, а затем переданы в «Башкирский капитал», основным бенефициаром которого считался Урал Рахимов. Счётная палата в 2003 году расценила этот факт как «беспрецедентный случай хищения активов из государственной собственности».
В 1997—2001 завершая реформу угольной отрасли, были приватизированы госпакеты акций ряда угольных шахт, в ходе которых 56 % общего производства угольной отрасли России (в цифрах 2000 года) перешло в частные руки.
В 2001 году началась приватизация Росгосстраха — к 2010 году на 3 аукционах были проданы 49 % акций.
В 2006—2007 годах частичная приватизация трех крупных госкомпаний («Роснефти», Сбербанка и банка ВТБ) состоялась в формате так называемого «народного IPO».
В 2007 году, в рамках завершения реформы РАО ЕЭС, почти половина электростанций и 22 сбытовые компании России перешли в частные руки (с некоторыми ограничениями в виде монополии государства на регулирование цен). Поступления от приватизации в ходе дополнительных эмиссий акций составили около 25 миллиардов долларов.
В 2011—2012 годах были проданы 10 % пакет акций банка ВТБ и 7,6 % акций Сбербанка.
В 2011 году 75 % акций ПГК были проданы на аукционе. Аукцион стал крупнейшей приватизационной сделкой в рамках реформы РЖД.
В декабре 2016 года были завершены переговоры о продаже 19,5 % акций Роснефти за 10,5 млрд евро.

### Итоги
Если Россия получила по итогам приватизации 7,2 млрд долларов, то небольшая Венгрия за то же время — 15 млрд, Бразилия — 67 млрд.
По оценке ФАС доля госсектора в экономике России в 2005 году составила 35 %; к 2019 году она снизилась до 33 %.
Согласно программе приватизации на 2017—2019 годы, утвержденной правительством РФ в феврале 2017 года, приватизации (полной или частичной) подлежат госпакеты акций в 298 ФГУПах и 477 акционерных обществах. В целом, доходы от приватизации ожидаются на уровне 5,6 млрд рублей ежегодно.
План приватизации, в частности, предусматривает сокращение госпакета акций в АЛРОСА (до 29 % + 1), ВТБ и Совкомфлот (до 25 % + 1 акция), а также полный выход из НМТП, ОЗК и ПО «Кристалл».

## Приватизация жилфонда
До перестройки законодательство СССР не допускало полноценной частной собственности на жилье. Даже индивидуальные жилые дома находились в государственной или личной собственности, которую нельзя было открыто продавать или покупать. Похожий статус был у
жилищно-строительных кооперативов, которые разрешено стало создавать в 1958 г. для получения жилья в многоквартирных домах.
2 декабря 1988 г. Совмин СССР принял постановление «О продаже гражданам в собственность квартир в домах государственного и общественного жилищного фонда», разрешающее продажу гражданам занимаемых ими квартир, а также незаселенных квартир в домах, подлежащих реконструкции или капремонту.
- Ценообразование оставлялось на усмотрение местных Советов или предприятий.
- Одна семья имела право занимать только одну квартиру или индивидуальный жилой дом[42].

К 1990 г., однако, в РСФСР было приватизировано всего 0,09 % жилого фонда.
Массовая приватизация жилья была официально объявлена (разрешена) на территории России 4 июля 1991 года. В этот день Верховным Советом РСФСР был принят «Закон о приватизации жилищного фонда в РСФСР». Согласно положениям закона,
- бесплатно приватизировать жилье гражданин может только один раз в жизни
- приватизация является добровольной. При желании проживающие могут не переводить свое жилье в частную собственность. В этом случае они заключают с собственником (в частности, с муниципалитетом) бессрочный договор социального найма[44]
- не подлежат приватизации квартиры в аварийных домах и служебные помещения (общежития, жилье в закрытых военных городках)[45].

По данным Росстата, к 2000 г. в частную собственность перешло 47 % от общего числа подлежащего приватизации жилья, к 2010 г. — 75 %, в 2015 г. — 79 %.
Бесплатная приватизация жилья, начатая в 1992 г., должна была завершиться с принятием нового Жилищного кодекса 1 января 2007 г. Сроки её окончания продлевались пять раз, в последний раз — до 1 марта 2017 г. В феврале 2017 года Государственная дума РФ продлила бесплатную приватизацию жилья на неопределенный срок.
Приватизация жилья, приведшая к появлению рынка жилья (сначала появился сектор вторичной, а затем и первичной жилой недвижимости), имела большое социальное значение. Она была позитивно воспринята большинством населения (в отличие от приватизации предприятий и земли), будучи одной из немногих популярных среди широкой публики мер реформаторов. В результате приватизации в России доля граждан, проживающих в собственном жилье, выше, чем во многих других странах.
Однако приватизация жилья имела и негативные стороны — потерю жилья наиболее социально уязвимыми гражданами (одинокими пенсионерами, алкоголиками, детьми-сиротами) в результате мошеннических действий (нередко эти лица становились и жертвами убийств ради заполучения их квартир). Также проблемы возникают в связи с тем, что приватизация жилья превратила муниципальные многоквартирные дома в конгломерат разнородных собственников и нанимателей: собственники квартир, коммерческие наниматели, социальные наниматели (муниципальные квартиры), собственники нежилых помещений, арендаторы и субарендаторы нежилых помещений, а среди жильцов существует сильная социальная неоднородность.

## Приватизация земли
До 1990 года СССР имел монополию на всю землю и её недра. Никто не имел права владеть землёй, её недрами, водами и лесом — это было закреплено в статье 11 Конституции СССР.
6 марта 1990 года был принят закон «О собственности в СССР», который вводил многообразие публичных форм собственности на землю. В частности, допускалась общая долевая собственность на землю.
Принятый в 1991 году Земельный Кодекс РСФСР впервые ввел разделение земли по 7 категориям целевого использования (сельскохозяйственного назначения / промышленности / населенных пунктов / лесного фонда и т. д.).
Принятая в 1993 году Конституция РФ гарантировала гражданам право частной собственности на землю.
В 2001 году, после длительных согласований, был принят новый Земельный Кодекс. Основные положения Кодекса предусматривали:
- введение в гражданский оборот[56] земель промышленности и поселений (~2 % земельного фонда, однако наиболее экономически значимые)
- принцип единства объекта недвижимого имущества, то есть строения и земельного участка, на котором оно стоит (дало право промышленным предприятиям на выкуп занимаемой ими земли)
- возможность однократного бесплатного переоформления в частную собственность ранее предоставленных гражданам земельных участков[57].

В 2002 году отдельным законом были введены в оборот земли сельскохозяйственного назначения.

### Земля сельскохозяйственного назначения
Приватизация земель сельхозназначения являлась наиболее спорным моментом земельной реформы в России; попытки правительства легализовать частную собственность на землю в 1990-х блокировались Госдумой. В связи с этим, приватизация с/х земель, вплоть до принятия в 2002 году закона «Об обороте земель сельскохозяйственного назначения», регулировалась Указами Президента РФ.
27 декабря 1991 года был принят Указ Президента России № 323 «О неотложных мерах по осуществлению земельной реформы в РСФСР», который (вместе с Постановлением Правительства РФ № 86 от 29.12.1992) предписывал:
- колхозам и совхозам — в срок до 1 марта 1992 г. принять решение о переходе к частной, коллективно-долевой и другим формам собственности;
- всем членам колхоза и работники совхоза, в том числе и ушедшим на пенсию, предоставить право на бесплатный земельный и имущественный пай в общей долевой собственности[60][61].

В результате около 12 миллионов человек стали собственниками земельных паев (долей), дающих в сумме право на более чем 115 миллионов гектаров сельскохозяйственных земель.
В 1995-96 гг рядом Указов и Постановлений было уточнено какие именно операции могли осуществляться с земельным паем (долей) — в частности, внесение в уставной капитал, аренда, продажа и т. д.

### Дачная земля (земельных участков для ведения садоводства, огородничества и дачного хозяйства)
С 2001 года приватизация дачных участков стала возможной на основаниях, прописанных в Земельном Кодексе — то есть, путем выкупа земли в собственность по ставкам, установленным местными органами власти.
В июне 2006 года был принят закон № 93-ФЗ (Дачная амнистия), установивший упрощенный порядок приватизации дачных участков. Согласно положениям этого закона, в бесплатном (и упрошенном) порядке можно приватизировать дачные участки, полученные до 2001 года. Срок бесплатной приватизации — до 1 марта 2018 года.

### Итоги
Если Россия получила по итогам приватизации 7,2 млрд долларов, то небольшая Венгрия за то же время — 15 млрд, Бразилия — 67 млрд.
По состоянию на 2015 год в частной собственности находилось 133,4 млн га земель, что составило 7,8 % земельного фонда страны.
| Наименование категорий земель                | Всего, млн га | В частн. собств, млн. га | %      |
| -------------------------------------------- | ------------- | ------------------------ | ------ |
| Земли сельскохозяйственного назначения       | 383,7         | 128,4                    | 33,5 % |
| Земли населенных пунктов                     | 20,3          | 0,5                      | 2,5 %  |
| Земли промышленности                         | 17,4          | 0,3                      | 1,7 %  |
| Земли особо охраняемых территорий и объектов | 47,0          | -                        | -      |
| Земли лесного фонда                          | 1126,3        | -                        | -      |
| Земли водного фонда                          | 28,1          | --                       | -      |
| Земли запаса                                 | 89,7          | --                       | -      |
| Итого земель в Российской Федерации          | 1712,5        | 133,4                    | 7,8 %  |

В июле 2017 года был выпущен доклад ЦСР «Земля для людей», согласно которому несовершенство земельного законодательства стало барьером на пути устойчивого развития страны. Из проблем, в частности, отмечалось что:
1) 90 % земель с/х назначения и населенных пунктов, находящихся в госсобственности, до сих пор не разграничены между РФ / субъектом РФ / муниципалитетом — что препятствует вводу этих земель в оборот (не проведено межевание, то есть фактически не разграничены);
2) менее 50 % участков, поставленных на учёт в Государственном кадастре недвижимости имеют границы, установленные в соответствии с требованиями действующего земельного законодательства;
3) ввиду отсутствия границ участков, признаваемых государством, осуществление сделок купли-продажи или получение кредитов под залог и т. д. затруднено;
В качестве мер по исправлению ситуации экспертами ЦСР была рекомендована постановка на кадастровый учёт, за государственный счет, всех земельных участков, и разграничение прав на землю, находящуюся в госсобственности, с передачей основной части в муниципальную собственность.
К иным проблемам поведения реформы относились сложности с обработкой земли: отсутствие необходимой техники, доступа к дешёвым кредитам (либо невозможности выплаты таковых, что вело к банкротству), а также противодействие со стороны местных властей и в некоторой степени — самих колхозников.

## Последствия
1. Произошёл переход от социализма к капитализму за счёт появления частной собственности на землю, промышленные предприятия и жилфонд.
2. Появилась группа так называемых «олигархов», владеющих собственностью, которая досталась им за сравнительно небольшие деньги.
3. Приватизация скомпрометировала себя в глазах многих россиян. Политический рейтинг одного из главных идеологов приватизации Анатолия Чубайса до сих пор является одним из самых низких среди российских политических деятелей.
4. Около 80 % граждан Архивная копия от 19 января 2015 на Wayback Machine России в 2008 году продолжают считать приватизацию нечестной и готовы в той или иной степени к пересмотру её итогов.
5. С 1992 по 2006 г. в России было приватизировано 119 951 государственное и муниципальное предприятие, за которые в бюджет поступило 505,9 млрд рублей, или (в расчёте по усредненному курсу 30 рублей за 1 доллар США) 16,9 млрд долларов[67]. Из них больше трети (42 924 предприятий) было приватизировано в 1993 году, принеся в бюджет всего 450 млрд тогдашних обесценившихся рублей, или, по существовавшему в те годы курсу рубля, около 90 млн долларов[67].